# 小卡季格羅比夫卡
49°46′37″N 35°35′27″E / 49.77694°N 35.59083°E
小卡迪赫羅比夫卡（烏克蘭語：Мала Кадигробівка）是位於烏克蘭東部的村莊，由哈爾科夫州博霍杜希夫區的瓦爾基市鎮負責管轄。該村始建於1700年，面積2.87平方公里，海拔高度189米，2001年人口20，人口密度每平方公里7人。